# Grdelica (wieś)
Grdelica (cyr. Грделица) – wieś w Serbii, w okręgu jablanickim, w mieście Leskovac. W 2011 roku liczyła 1058 mieszkańców.